# لورن بالفه
لورن بالفه (به انگلیسی: Lorne Balfe) (زادروز ۲۳ فوریه ۱۹۷۶)، یک آهنگساز، تهیه‌کننده موسیقی و صداگذار اسکاتلندی برای فیلم، برنامه تلویزیونی و بازی‌های ویدئویی است. او بیشتر برای آهنگسازی فیلم‌هایی نظیر نابودگر: جنسیس و ۱۳ ساعت: سربازان مخفی بنغازی، پویانمایی‌های خانه و پنگوئن‌های ماداگاسکار، و بازی‌هایی ویدئویی همچون کیش یک آدم‌کش: افشاگری‌ها و کرایسیس ۲ شناخته شده است.

## کارها
۲۰۱۷
- فیلم لگو بتمن

۲۰۱۶
- ۱۳ ساعت: سربازان مخفی بنغازی
- پاندای کونگ‌فوکار ۳

۲۰۱۵
- خانه
- نابودگر: جنسیس
- اسیر

۲۰۱۴
- پسر خدا
- پنگوئن‌های ماداگاسکار

۲۰۱۳
- ماوراء: دو روح (جایگزین نورمن کوربئل پس از مرگ وی)

۲۰۱۲
- شوالیه تاریکی برمی‌خیزد (به‌همراه هانس زیمر و جیمز نیوتون هوارد)
- کیش یک آدم‌کش ۳

۲۰۱۱
- شرلوک هلمز: بازی سایه‌ها (به‌همراه هانس زیمر)
- پاندای کونگ‌فوکار ۲
- کیش یک آدم‌کش: افشاگری‌ها (به‌همراه جاسپر کید)
- کرایسیس ۲ (به‌همراه هانس زیمر)
- معضل (به‌همراه هانس زیمر)

۲۰۱۰
- ابرذهن (به‌همراه هانس زیمر)
- تلقین
- کیش یک آدم‌کش: برادری (تریلر)

۲۰۰۹
- فرشتگان و شیاطین
- تبدیل‌شوندگان: انتقام شکست‌خوردگان
- شرلوک هولمز (به‌همراه هانس زیمر)
- ندای وظیفه: جنگاوری نوین ۲ (به‌همراه هانس زیمر)

۲۰۰۸
- ماداگاسکار: فرار به آفریقا (به‌همراه هانس زیمر)
- فراست/نیکسون (به‌همراه هانس زیمر)
- شوالیه تاریکی (به‌همراه هانس زیمر و جیمز نیوتون هوارد)
- مرد آهنی (به همراه رامین جوادی)
- دشت سوزان (به‌همراه هانس زیمر و عمر رودریگز)

۲۰۰۷
- دزدان دریایی کارائیب: پایان جهان (به‌همراه هانس زیمر)
- سیمپسون‌ها (به‌همراه هانس زیمر)
- تبدیل‌شوندگان (فیلم) (به‌همراه استیو جابلونسکی)
- فیلم زنبور

۲۰۰۶
- دزدان دریایی کارائیب: صندوقچه مرد مرده (به‌همراه هانس زیمر)
- رمز داوینچی (فیلم) (به‌همراه هانس زیمر)

۲۰۰۵
- بتمن آغاز می‌کند
- والاس و گرومیت: نفرین موجود خرگوش‌نما (به‌همراه جولین نوت)
- هتل رواندا

۲۰۰۴
- آرتور شاه (فیلم) (به‌همراه هانس زیمر)

۲۰۰۳
- نجات جسیکا لینچ
- چیزی که یک دختر می‌خواهد